# Vic Firth

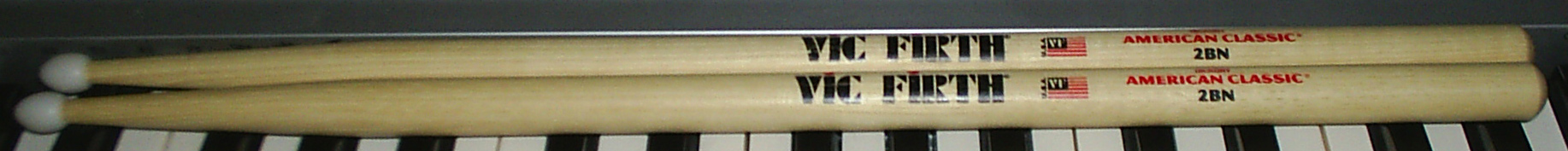
Барабанные палочки Vic Firth

Vic Firth (Вик Фёрс) — одна из старейших и крупнейших компаний по производству барабанных палочек, колотушек и перкуссии. Компания производит не только барабанные палочки, которые используются при игре на ударной установке, но и палочки и щетки для всех оркестровых ударных инструментов.

## История
Компанию организовал Эверетт «Вик» Фёрс, известный литаврист, на протяжении 50 лет музыкант Бостонского симфонического оркестра.
Первые палочки были вырезаны Виком из массивных и неудобных палок того времени, и были отправлены токарю в Монреаль. Несмотря на то, что эти палочки задумывались для личного использования, они понравились ученикам Эверетта и даже поступили в продажу. Два прототипа, ставшие первыми в ассортименте, получили индексы SD1 и SD2. В семейном бизнесе помогали Вику жена Ольга и дочери Келли и Трейси. Трейси является ценным менеджером компании и по сей день.
Интервью Вика об истории компании:

Это получилось по необходимости, а не из моего желания или способности начать компанию.
Оригинальный текст (англ.)It came out of necessity not of imagination or my ability to start a company.

Одним из первых ударников, получивших «именную» модель палочек, был Стив Гэдд. Сейчас палочками Вика играет множество знаменитых музыкантов.
C самого начала ведущими принципами производства была гарантия на то, что каждая пара палок будет идеально ровной, откалиброванной по весу и одинаковой по частотному спектру звучания самой палочки.
На сегодняшний день компания производит более 12 миллионов палок ежегодно, и процесс поиска новых решений и развития продолжается.
Кроме собственно палочек, Vic Firth выпускает сопутствующую продукцию для музыкантов:
- Колотушки для литавр, бас-барабанов.
- Специальные пэды (резиновые коврики) для тренировки.
- Комплекты заглушек.
- Наушники (Мониторные SIH1 и изолирующие DB22).
- Сумки, чехлы.
- и другие аксессуары.